# Anthurium signatum
Anthurium signatum là một loài thực vật có hoa trong họ Ráy (Araceae). Loài này được K.Koch & L.Mathieu miêu tả khoa học đầu tiên năm 1855.